# Johannes Acronius Frisius
Johannes Acronius Frisius (ou Johannes Atrocianus) (* Akkrum, Frísia, 1520 – † Basileia, 18 de outubro de 1564) foi humanista, erudito, médico, astrônomo, e matemático holandês.

## Biografia
Recebeu o nome Acronius por causa da cidade onde nasceu, Akkrum, na Frísia. Desde 1547, trabalhou como professor de matemática na Universidade de Basileia; depois, em 1549, atuou como professor de lógica.  Em 1551 se casa com Verena Suracher. Um outro texto de sua autoria, intitulado Ad N.N. popularem Epistola, e publicado em 28 de Julho de 1559 descreve a vida e as ideias de David Joris, seu amigo e líder anabatista, que residiu em Basileia de 1544 até 1556, e que também relata o processo póstumo que se levantou contra este último em 1561.
Em 1561 foi lançada uma obra sua sobre cometas. Em 1563 publicou os manuscritos de Reyner Praedinius (1510-1559), que ocupava então o cargo de Reitor da Escola de São Martins em Gröningen. Em 1564 recebe o diploma de Doutor em Medicina e torna-se professor de medicina da Universidade de Basileia. Morreu de peste bubônica nesse mesmo ano, depois de ter entregue, nas mãos do seu amigo David Joris, um livro de antologia poética contendo 45 aforismos para publicação. Paralelamente aos seus trabalhos matemáticos e científicos, escreveu também poemas em Latim bem como outras obras de trato humanístico.
Quase todas as fontes o confundem com o filólogo e botânico Johannes Atrocianus; essa teoria carece de fundamento.

## Obras
- De motu terrae (Sobre o movimento da terra)
- De sphaera  (Sobre a esfera)
- De astrolabio et annuli astronomici confectione  (Sobre o astrolábio e a confecção de anéis astronômicos)
- Cronicon und Progrosticon astronomica  (manuscrito de astronomia)
- Dauid Georgen [5] ausz Holand dess Ertzkätzers warhafftige Histori, ..., publicado por Hieronymum Curionem na Basileia, em 1559
- Miraculorum quorundam et eorundem effectuum descriptio, 1561